# جنگ، عشق، خدا و جنون
جنگ، عشق، خدا و جنون (انگلیسی: War, Love, God, & Madness) یک فیلم به کارگردانی محمد الدرادجی است که در سال ۲۰۰۸ منتشر شد. این فیلم بر پایهٔ اتفاقات جنگ عراق ساخته شده‌است.